# Марсел Еламе
Марсел Еламе е бивш камерунски футболист, защитник.

## Кариера
Започва кариерата си във Фову Бахам. През 2003 заедно със съотборникът си Даниел Беконо преминават в Берое. Еламе става титуляр отдясно на отбраната на заралии и изиграва 51 срещи. В началото на 2006 преминава в Локомотив (Пловдив). Там изиграва 10 мача в А ПФГ и 1 за Интертото. Периодът му при „смърфовете“ не е много успешен и след края на сезона е освободен. През сезон 2006/07 играе за Спортист (Своге) във В група, но след като отборът се класира в Б група, Еламе е принуден да напусне, тъй като по това време отборите от Б група нямат право да ползват чужденци. В началото на 2008 се завръща в Берое. През втория си престой в Берое, той изиграва 14 мача. След края на сезона преминава във Вихрен със свободен трансфер. Там камерунецът е титуляр, но Вихрен изпада от А група. През лятото на 2009 преминава в Несебър като в обратна посока е трансфериран Цветелин Радев.
В Несебър изиграва 21 мача, а след това записва 1 сезон за аматьорския Ахелой. От 2011 е футболист на Верея (Стара Загора).
След края на кариерата си работи в рудник „Трояново-1“ към „Мини Марица-изток“ ЕАД.